# Stockton Heath
Stockton Heath är en ort och civil parish i kommunen Borough of Warrington i Storbritannien. Den ligger i grevskapet Cheshire och riksdelen England, i den centrala delen av landet, 260 km nordväst om huvudstaden London. Stockton Heath ligger 21 meter över havet och antalet invånare är 6 396.
Terrängen runt Stockton Heath är platt. Runt Stockton Heath är det mycket tätbefolkat, med 1 056 invånare per kvadratkilometer. Närmaste större samhälle är Warrington, 2,4 km norr om Stockton Heath. Runt Stockton Heath är det i huvudsak tätbebyggt.